# Sapotoideae
Le Sapotoideae costituiscono una sottofamiglia di piante appartenente alla famiglia delle Sapotacee.

## Tassonomia
- Tribù Glueminae
  - Gluema Aubrév. & Pellegr.
  - Lecomtedoxa Dubard
- Tribù Isonandreae
  - Aulandra H.J.Lam
  - Burckella Pierre
  - Diploknema Pierre
  - Isonandra Wight
  - Madhuca Buch.-Ham. ex J.F.Gmel.
  - Northia Hook.f.
  - Palaquium Blanco
  - Payena A.DC.
- Tribù Sapoteae
  - Abebaia Baehni
  - Autranella A.Chev.
  - Baillonella Pierre
  - Faucherea Lecomte
  - Inhambanella Dubard
  - Labourdonnaisia Bojer
  - Labramia A.DC.
  - Letestua Lecomte
  - Manilkara Adans.
  - Mimusops L.
  - Neolemonniera Heine
  - Tieghemella Pierre
  - Vitellaria C.F.Gaertn.
  - Vitellariopsis (Baill.) Dubard
- Tribù Sideroxyleae
  - Sideroxylon L.
- Tribù Tseboneae
  - Bemangidia L.Gaut.
  - Capurodendron Aubrév.
  - Tsebona Capuron